# Três Rios (microregio)
Três Rios is een van de 18 microregio's van de Braziliaanse deelstaat Rio de Janeiro. Zij ligt in de mesoregio Centro Fluminense en grenst aan de microregio's Cantagalo-Cordeiro, Nova Friburgo, Serrana, Vassouras, Barra do Piraí, Juiz de Fora (MG) en Cataguases (MG). De microregio heeft een oppervlakte van ca. 1.664 km². In 2006 werd het inwoneraantal geschat op 154.542.
Vijf gemeenten behoren tot deze microregio:
- Areal
- Comendador Levy Gasparian
- Paraíba do Sul
- Sapucaia
- Três Rios

Mesoregio's: Baixadas Litorâneas · Centro Fluminense · Metropolitana do Rio de Janeiro · Noroeste Fluminense · Norte Fluminense · Sul Fluminense

Microregio's: Bacia de São João · Baía da Ilha Grande · Barra do Piraí · Campos dos Goytacazes · Cantagalo-Cordeiro · Itaguaí · Itaperuna · Lagos · Macacu-Caceribu · Macaé · Nova Friburgo · Rio de Janeiro · Santa Maria Madalena · Santo Antônio de Pádua · Serrana · Três Rios · Vale do Paraíba Fluminense · Vassouras